# Nigardsbreen

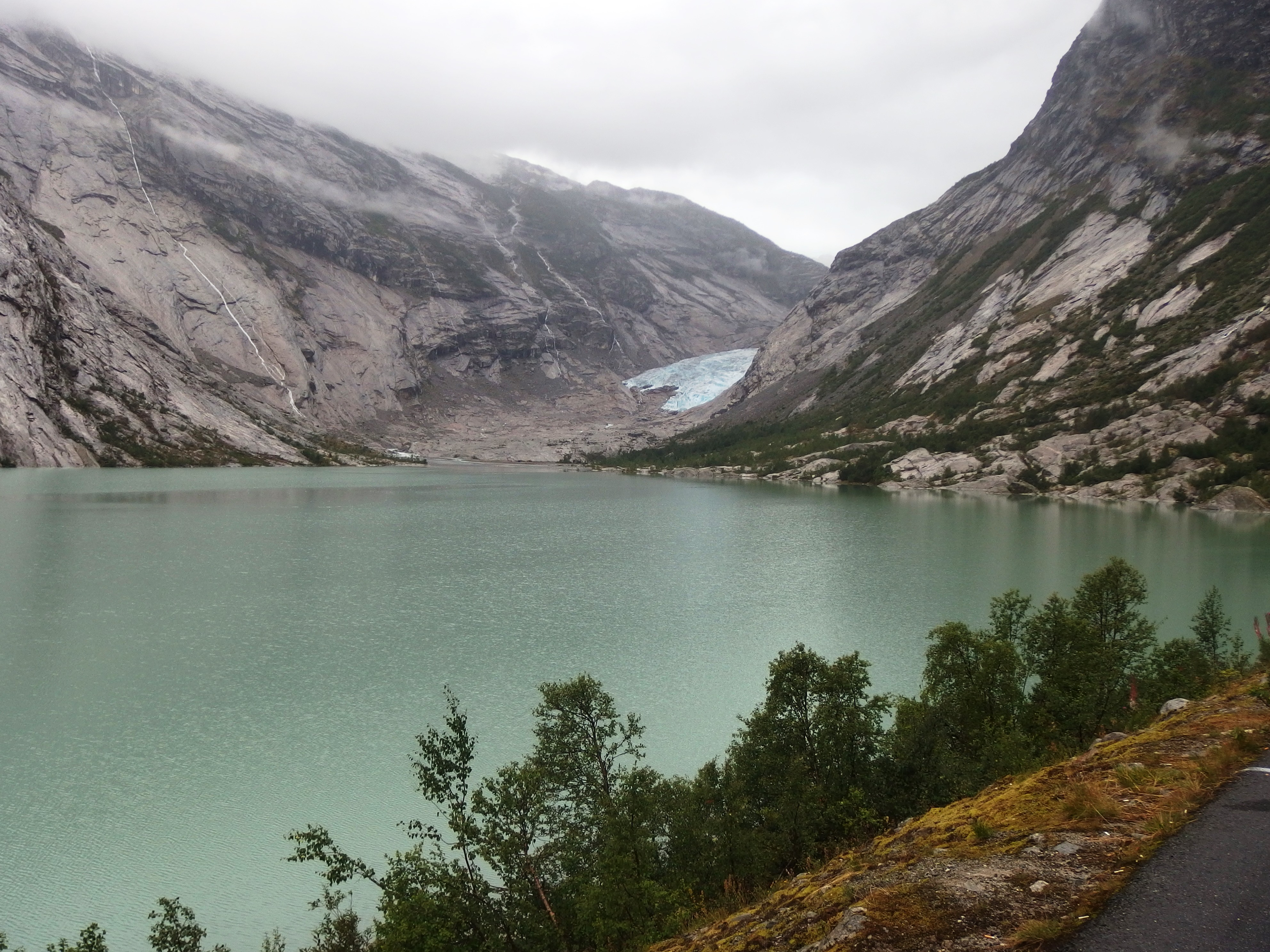
Jezioro Nigard i czoło lodowca Nigard w 2018 r.

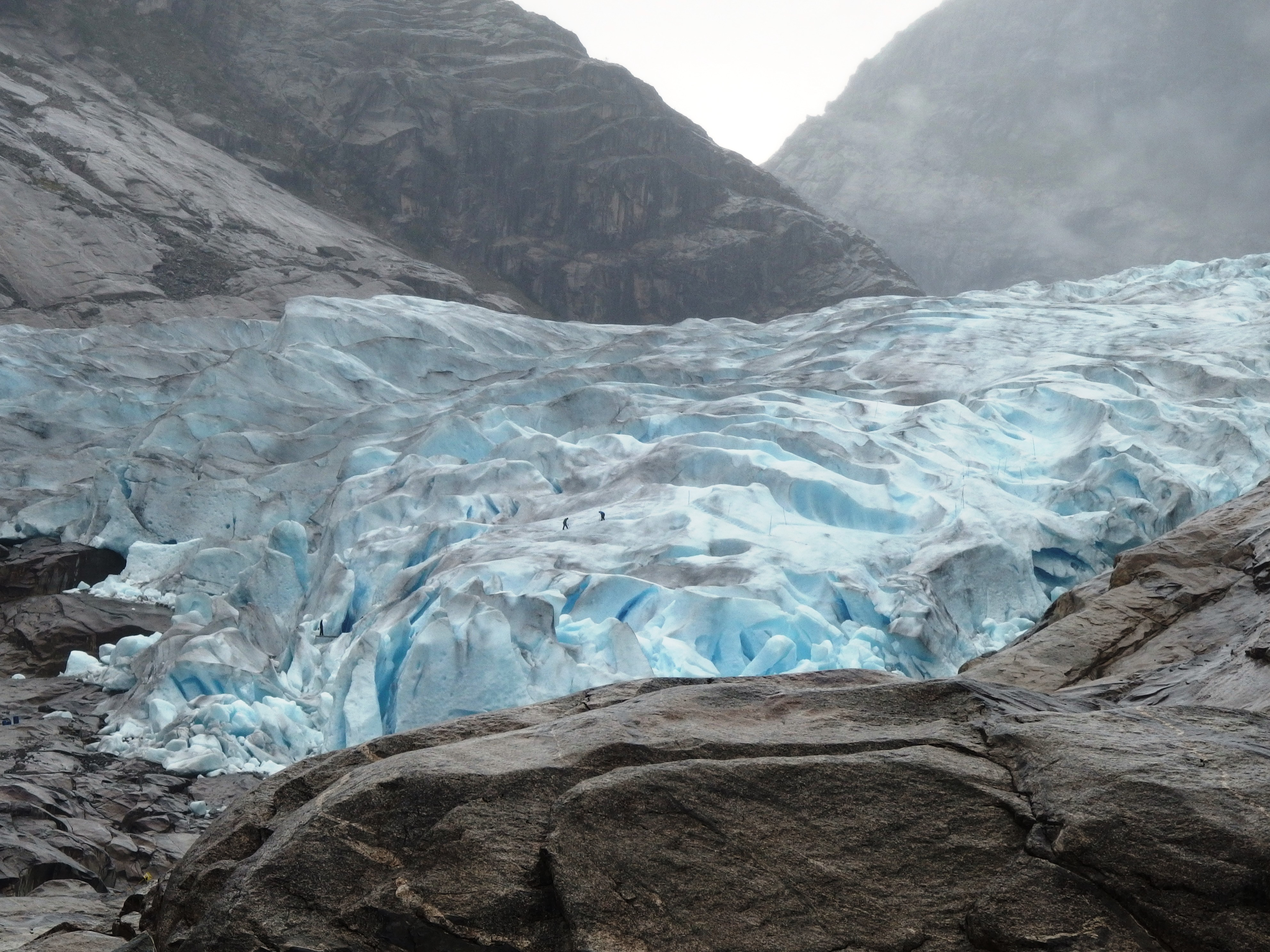
Czoło lodowca Nigard

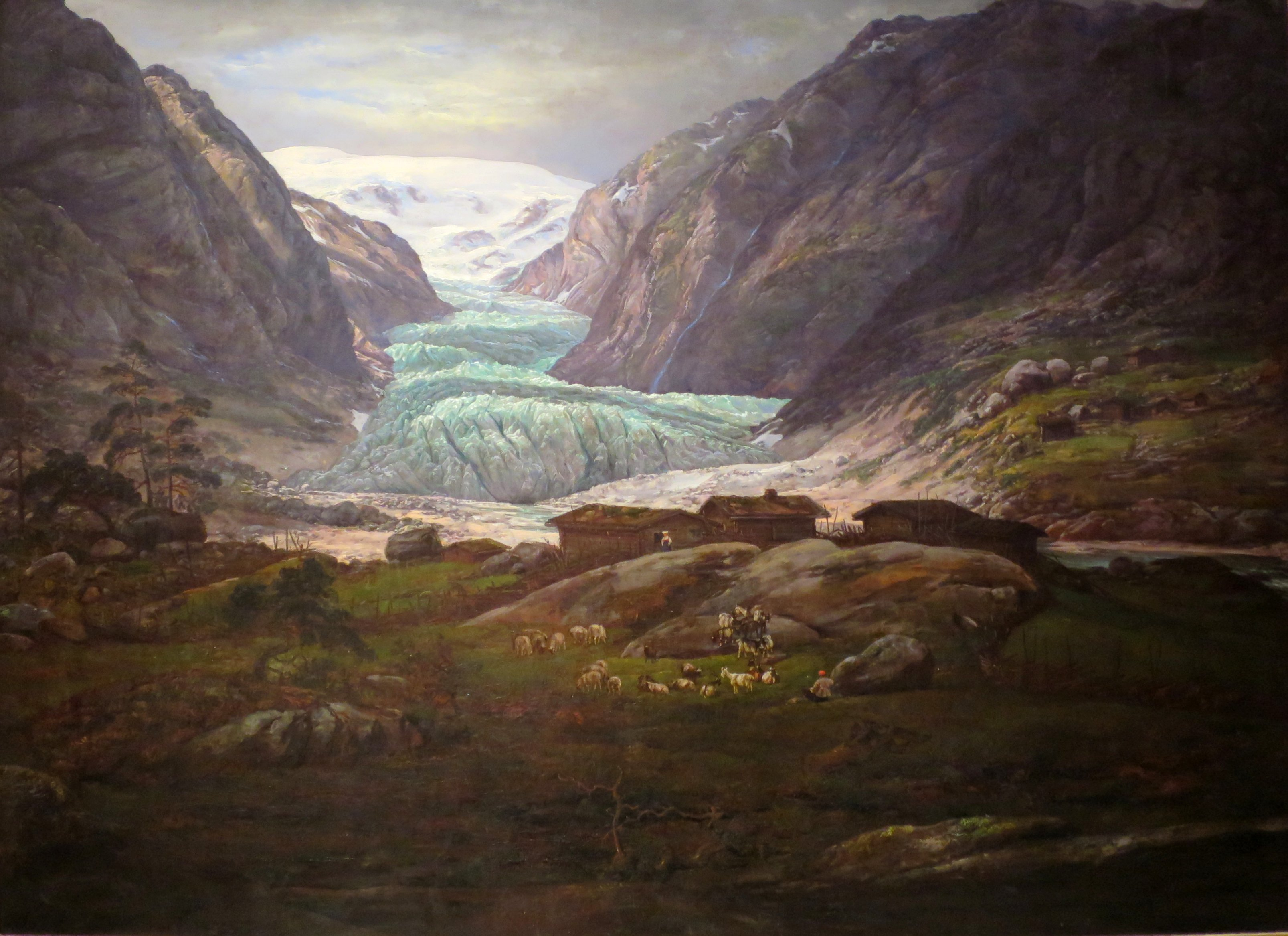
Lodowiec Nigard na obrazie Johana Christiana Dahla (1844)

Nigardsbreen – lodowiec w południowo-zachodniej części Norwegii, w okręgu Vestland, w gminie Luster. Lodowiec Nigard jest częścią lodowca Jostedal.

## Położenie
Lodowiec Nigard leży w dolinie Jostedalen, a jego czoło znajduje się ok. 30 km na północ od wsi Gaupne w dolinie Jostedalen. W dolinie przed czołem lodowca znajduje się jezioro zwane Nigardsbrevatnet.

## Historia
Lodowiec otrzymał nazwę od farmy Nigard, znajdującej się niegdyś w dolinie. Przyrost długości lodowca w latach 1700-1748, w okresie kolejnego minimum klimatycznego w czasie tzw. Małej epoki lodowej, wyniósł ok. 3 km. Jak świadczą dane historyczne, szczególnie lata 1741-1744 były wyjątkowo chłodne, w okolicy zmarły wszystkie pszczoły, a uprawa owoców i wielu warzyw była niemożliwa. Farma Nigard została w 1748 r. zmiażdżona przez lodowiec, który zatrzymał się wówczas ok. 4,5 km dalej, niż znajduje się jego obecne czoło.
W 1748 roku Nigardsbreen miał powierzchnię około 48 kilometrów kwadratowych. Coroczne pomiary położenia czoła lodowca, prowadzone od 1899 r., wykazały cofanie się, szczególnie gwałtowne w latach 1930–1939 lodowiec ponownie się wycofał. Dalszy regres trwał do 1975 r. W latach 1988–2003 lodowiec wydłużył się o ok. 280 metrów. Szczególnie w latach 90. lodowiec miał wielki wzrost. Z kolei po 2000 r. czoło lodowca cofnęło się o ok. 200 metrów (2013).
Od 1962 r. przeprowadza się na lodowcu tzw. bilans masy. W latach 1962–2000 lodowiec miał nadwyżkę netto wynoszącą 19 metrów ekwiwalentu wody (lód i śnieg odpowiadał 19 metrom wody na całym lodowcu). Po roku 2000 bilans masy był ujemny, a w niektórych latach cała zimowa warstwa śniegu stopiła się latem (np. w 2003).

## Turystyka
Lodowiec Nigard jest jednym z najczęściej odwiedzanych lodowców Norwegii - każdego lata przybywają go zobaczyć setki turystów. Atrakcją jest łódź na jeziorze Nigard, którą można podpłynąć wprost do czoła lodowca. Jest jednak lodowcem niebezpiecznym ze względu na dynamiczne procesy zachodzące w lodzie na jego czole. Miało tu miejsce kilka poważnych wypadków z udziałem turystów ignorujących lokalne ostrzeżenia dotyczące bezpieczeństwa. W lipcu 1986 r. dwie Dunki, matka i jej 8-letnia córka, zginęły na skutek uderzenia kawałkami lodu, które spadły z lodowca. W 1994 r. pewna Polka znalazła się w stanie krytycznym po uderzeniu spadającym lodem. W 2014 r. niemiecka para zmarła w wyniku zmiażdżenia przez spadający lód; ich stojące obok dzieci wyszły z tego szwanku. W sierpniu 2018 r. austriacki turysta utonął, gdy fala wywołana przez ogromny spadający blok lodu porwała go do lodowcowej rzeki.